# Gert Thys
Gatatso (Gert) Thys (Prieska, 12 november 1971) is een Zuid-Afrikaanse langeafstandsloper, die zich op de marathon heeft toegelegd. Hij liep in zijn sportcarrière meer dan twintig marathons. Hij nam tweemaal deel aan de Olympische Spelen, maar won hierbij geen medailles.

## Biografie
In 1996 won Thys de marathon van Beppu-Oita-Marathon in 2:08.30. In 1998 werd hij derde op de Boston Marathon in een tijd van 2:07.45 en derde op de Chicago Marathon in 2:07.52. In datzelfde jaar maakte hij zijn olympisch debuut op de Olympische Spelen van Atlanta. Hier werd hij 33e met 2:18.55.
Met zijn overwinning in 1999 van de Tokyo International Marathon in zijn persoonlijk record van 2:06.33 was hij de eerste mens die drie marathons onder de 2:08.00 liep. In 2003 en 2004 won hij de marathon van Seoel en een jaar later werd hij in deze wedstrijd tweede.
In 2006 won Gert Thys, net als tien jaar ervoor, de Beppu-Oita-Marathon en bovendien voor de derde keer de marathon van Seoel. Eén maand na deze overwinning werd bekend, dat in het urinemonster van Thys de verboden stof norandrosteron was gevonden. De Zuid-Afrikaanse atletiekbond sprak een schorsing uit en Thys verklaarde zich hierna onschuldig. Hij wilde de B-staal laten onderzoeken. Nadat de zaak zich vervolgens gedurende enkele jaren had voortgesleept, werd deze op 11 december 2008 eindelijk afgerond. Op die dag bepaalde de Zuid-Afrikaanse atletiekbond in de herhaaldelijk uitgestelde tuchtrechtszaak dat dopinggebruik bewezen was. Opmerkelijk genoeg betekende dit gelijk het einde van Thys’ schorsing, want de einddatum ervan was vastgesteld op 11 december 2008.
Gert Thys is aangesloten bij de Prieska Athletics Club.

## Titels
- Zuid-Afrikaans kampioen 10.000 m - 2004
- Zuid-Afrikaans kampioen halve marathon - 1998

## Persoonlijke records
Baan
| Onderdeel | Prestatie | Datum        | Plaats |
| --------- | --------- | ------------ | ------ |
| 5000 m    | 13.55,30  | 1991         |        |
| 10.000 m  | 28.26,71  | 2 maart 2001 | Durban |

Weg
| Onderdeel      | Prestatie | Datum            | Plaats       |
| -------------- | --------- | ---------------- | ------------ |
| 8 km           | 22.53     | 3 juli 1999      | Cedar Rapits |
| 15 km          | 43.14     | 19 november 2000 | Nijmegen     |
| halve marathon | 1:00.23   | 4 oktober 1997   | Košice       |
| 25 km          | 1:14.22   | 13 maart 2005    | Seoel        |
| 30 km          | 1:29.31   | 13 maart 2005    | Seoel        |
| marathon       | 2:06.33   | 14 februari 1999 | Tokio        |

## Palmares

### 5000 m
- 2001: 10e Zuid-Afrikaanse kamp. in Durban - 14.30,44
- 2004: 5e Zuid-Afrikaanse kamp. in Durban - 14.16,36

### 10.000 m
- 2001: 4e Zuid-Afrikaanse kamp. in Durban - 28.26,71
- 2003: 4e ABSA Meeting in Port Elizabeth - 28.40,84
- 2004:  Zuid-Afrikaanse kamp. in Durban - 28.48,86

### 10 km
- 1990: 5e Nashua Challenge in Durban - 28.38
- 1996: 4e Peachtree Road Race in Atlanta - 27.58
- 1997: 4e Peachtree Road Race in Atlanta - 28.20
- 1997:  Zuid-Afrikaanse kamp. in Port Elizabeth - 29.24
- 2000:  Old Mutual ASA in Port Elizabeth - 28.13
- 2001:  POLAC Sundowner in kaapstad - 28.58
- 2013: 18e Zuid-Afrikaanse kamp. in Durban - 30.33
- 2013:  Elsies River in kaapstad - 31.01
- 2014: 4e Century City Express in Goodwood - 30.29

### 15 km
- 1990: 6e Zuid-Afrikaanse kamp. in Bellville - 43.32
- 1991: 4e Zuid-Afrikaanse kamp. in Kaapstad - 43.05
- 1992:  Nyala in Durban - 43.04
- 1992:  Zuid-Afrikaanse kamp. in East London - 43.18
- 1996: 5e Utica Boilermaker - 43.47
- 1999:  FBC Fidelity Bank in Port Elizabeth - 43.25
- 2000:  Zevenheuvelenloop - 43.14

### 10 Eng. mijl
- 2000:  Great South Run - 48.26
- 2002: 8e Dam tot Damloop - 47.46

### halve marathon
- 1990: 14e halve marathon van Durban - 1:03.29
- 1991: 4e halve marathon van East London - 1:01.50
- 1992:  halve marathon van Namakgale - 1:03.26
- 1992: 51e WK in South Shields - 1:04.03
- 1992:  halve marathon van Durban - 1:03.53
- 1993:  halve marathon van Phalaborwa - 1:03.01
- 1993:  halve marathon van Skukuza - 1:04.33
- 1995: 6e halve marathon van Durban - 1:02.23
- 1996:  halve marathon van Wellington - 1:04.56
- 1996:  halve marathon van Kansas City - 1:03.26
- 1997:  halve marathon van Kansas City - 1:03.31
- 1997: 4e halve marathon van Durban - 1:02.11
- 1997: 6e WK in Košice - 1:00.23
- 1998:  halve marathon van Phalaborwa - 1:02.29
- 1998:  halve marathon van Durban - 1:01.09
- 1998:  halve marathon van Midrand - 1:06.25
- 1998: 5e WK in Uster - 1:00.37
- 1999:  halve marathon van Durban - 1:02.23
- 1999: 12e WK in Palermo - 1:02.24
- 1999:  Great North Run - 1:01.21
- 2000:  halve marathon van Tokio - 1:01.56
- 2000:  halve marathon van Namakgale - 1:03.06
- 2000: 4e halve marathon van Durban - 1:01.16
- 2000: 6e Dam tot Damloop - 1:02.15
- 2004:  halve marathon van kaapstad - 1:04.02
- 2005: 16e halve marathon van Durban - 1:04.42
- 2006: 5e halve marathon van Johannesburg - 1:07.36
- 2010:  halve marathon van Bloemfontein - 1:11.04
- 2011: 12e halve marathon van Port Elizabeth - 1:05.20
- 2011:  halve marathon van CapeTown - 1:05.21
- 2012: 4e halve marathon van Wellington - 1:07.17
- 2012: 24e halve marathon van kaapstad - 1:06.55
- 2013: 4e halve marathon van kaapstad - 1:07.06
- 2014:  halve marathon van Johannesburg - 1:07.54
- 2014: 4e halve marathon van Wellington - 1:07.40
- 2015: 5e halve marathon van kaapstad - 1:06.50

### 30 km
- 2012: 4e Ocean Basket Bay to Bay - 1:41.40
- 2012:  Glenryck Tygerberg - 1:38.59

### marathon
- 1988:  marathon van Kenhardt - 2:34.10
- 1988: 7e marathon van Bredasdorp - 2:45.37
- 1989: 48e marathon van Port Elizabeth - 2:29.43
- 1989:  marathon van Upington - 2:19.04
- 1990:  marathon van Upington - 2:30.26
- 1990:  marathon van Kimberley - 2:19.05
- 1992: 9e marathon van kaapstad - 2:17.16
- 1993:  marathon van Otsu - 2:11.40
- 1993:  marathon van Fukuoka - 2:09.31
- 1995: 11e New York City Marathon - 2:13.28
- 1996:  marathon van Beppu - 2:08.30
- 1996: 33e OS - 2:18.55
- 1996:  marathon van Reims - 2:11.13
- 1997:  marathon van Gold Coast in Brisbane - 2:11.55
- 1997:  marathon van Beppu - 2:13.14
- 1997: 41e marathon van Fukuoka - 2:22.26
- 1998:  Chicago Marathon - 2:07.45
- 1998:  Boston Marathon - 2:07.52
- 1999:  marathon van Tokio - 2:06.33
- 1999: 15e WK - 2:17.13
- 2000: 12e Londen Marathon - 2:11.32
- 2000: 7e marathon van Fukuoka - 2:14.28
- 2001: 10e Londen Marathon - 2:12.11
- 2002: 4e marathon van Seoel - 2:12.46
- 2002: 7e New York City Marathon - 2:11.48
- 2003:  marathon van Seoel - 2:08.42
- 2003: 7e marathon van Tokio - 2:12.51
- 2003: 30e WK - 2:15.00
- 2003: 14e New York City Marathon - 2:16.49
- 2004:  marathon van Seoel 2:07.06
- 2004: 16e OS - 2:16.08
- 2004: 4e marathon van Fukuoka - 2:14.27
- 2005:  marathon van Seoel - 2:11.19
- 2006:  marathon van Oita - 2:09.45
- 2006:  marathon van Seoel - 2:10.40
- 2010: 6e marathon van Dalian - 2:13.47
- 2010:  marathon van kaapstad - 2:22.12
- 2010:  marathon van Peking - 2:15.56
- 2012: 19e marathon van George - 2:23.33
- 2012: 7e marathon van Mossel Bay - 2:25.49
- 2012: 22e marathon van Soweto - 2:30.14

### ultralopen
- 2012: 4e Old Mutual Two Oceans (56 km) - 3:09.42
- 2014: 17e Old Mutual Two Oceans (56 km) - 3:22.02